# Jackie Stewart
Sir John Young "Jackie" Stewart, OBE  (sinh ngày 11 tháng 6 năm 1939) là cựu tay đua Công thức 1 người Anh đến từ Scotland. Có biệt danh là "Flying Scot", ông thi đấu Công thức 1 trong khoảng thời gian từ năm 1965 đến năm 1973, giành ba lần Giải vô địch Tay đua Thế giới và hai lần về đích với tư cách là á quân trong chín mùa giải đó.
Ngoài Công thức 1, ông bỏ lỡ sát sao một lần thắng trong lần thử đầu tiên tại Indianapolis 500 năm 1966, và thi đấu trong loạt đua Can-Am vào năm 1970 và 1971. Giữa năm 1997 và 1999, cùng hợp tác với con trai mình, Paul, ông là đội trưởng của đội đua Công thức 1 Stewart Grand Prix.
Stewart cũng là người đi đầu trong việc cải thiện sự an toàn của việc đua xe máy, vận động để các cơ sở y tế tốt hơn và các cải tiến đường đua tại các vòng đua xe máy.